# Superintendencia de Electricidad y Combustibles
La Superintendencia de Electricidad y Combustibles (SEC) es un organismo fiscalizador dentro del estado chileno. Tiene por misión vigilar la adecuada operación de los servicios de electricidad, gas y combustibles, en términos de su seguridad, calidad y precio. Se relaciona con el Presidente de la República por intermedio del Ministerio de Energía. Actualmente está encabezada por Marta Cabeza Vargas.
Tiene su antecedente en la Inspección Técnica de Empresas y Servicios Eléctrico, creada por el presidente Germán Riesco el 14 de diciembre de 1904. En 1985 se crea la Superintendencia de Electricidad y Combustibles en virtud de la Ley 18.410. Es una entidad autónoma que se relaciona con el Gobierno a través del Ministerio de Energía. Unas de sus principales funciones es velar por el cumplimiento del DS-66 que regula las instalaciones e instaladores de gas. Posicionar a la SEC como una Institución confiable.

## Superintendentes
- Juan Pablo Lorenzini Paci (1996-2000)
- Alejandro Ferreiro Yazigi (2000)
- Verónica Baraona del Pedregal (2000)
- Sergio Espejo Yaksic (2001-2005)
- Patricia Chotzen Gutiérrez (2006-2010)
- Jack Nahmías Suárez (subrogante) (2010)
- Luis Ávila Bravo (2011-2022)[2]
- Mariano Corral (2022, subrogante)
- Marta Cabeza Vargas (2022-presente)[3]